# Гидроарсенат ртути(II)
Гидроарсенат ртути(II) — неорганическое соединение,
соль ртути (смешанной валентности) и мышьяковой кислоты
с формулой HgHAsO4,
жёлтые кристаллы,
не растворяется в воде.

## Физические свойства
Гидроарсенат ртути(II) образует жёлтые кристаллы.
Не растворяется в воде.

## Применение
- Пигмент в водостойких красках. Ими покрывают днища кораблей, чтобы они не обрастали ракушками [1].